# Skarbiszowice
Skarbiszowice (niem. Seifersdorf) – wieś w Polsce położona w województwie opolskim, w powiecie opolskim, w gminie Tułowice.

## Nazwa
W kronice łacińskiej Liber fundationis episcopatus Vratislaviensis (pol. Księga uposażeń biskupstwa wrocławskiego), w części zatytułowanej Rejestrze Ujazdu (łac. Registrum Wyasdense) spisanej za czasów biskupa Henryka z Wierzbna w latach 1295–1305, miejscowość wymieniona jest w zlatynizowanej formie Sybethticz. Dawniej używano również nazwy: Sybocice, Zybocice, Sybethicz, Sczebrachtczuez, Seifersdorf, Szczebrachcice.

## Historia
W średniowieczu wieś położona była przy jednym z głównych śląskich traktów handlowych, biegnącym z Wrocławia, przez Racibórz do Czech. 
W średniowieczu miejscowość była dobrem rycerskim, potwierdzają to, niezachowane niestety do dziś, ślady grodziska położonego w północno-zachodniej części wsi. Według informacji z 1934 roku, widoczne były jeszcze w tym czasie elementy obwałowań okalających grodzisko oraz kamienno-ceglane pozostałości czworobocznej wieży obronnej. 
Pierwszym znanym z nazwiska właścicielem wsi był zmarły w 1598 roku, Heinrich von Dreske właściciel pobliskich Tułowic. W 1693 roku Skarbiszowice nabył hrabia Zygfryd Erdmann von Zierotin, właściciel dóbr Niemodlińskich. Za liczącą wtedy 6 zagród i 18 chałupników wieś wraz z folwarkiem zapłacił wówczas sumę 7.500 talarów. 
Od XVIII w. wies posiadała pieczęć gminną, na której wizerunku przedstawiono pług zwrócony w prawo. 
Pod koniec XVIII wieku we wsi znajdowało się 66 domów, a zamieszkiwało ją 472 mieszkańców. Od 1818 roku we wsi funkcjonowała szkoła katolicka, z prowadzącym ją jednym nauczycielem. Katolicy w tym czasie uczęszczali do kościoła w Tułowicach, a ewangelicy do kościoła w Niemodlinie. W Skarbiszowicach znajdowała się jedynie kapliczka. We wsi wówczas funkcjonowała również cegielnia, wiatrak oraz odkrywka darniowej rudy żelaza. We wsi była też gospoda oraz 6 warsztatów rzemieślniczych.
W 1824 roku, wieś wraz z kilkoma okolicznymi miejscowościami, weszła w skład nowo powstałego państwa stanowego Tułowice (Herrschaft Tillowitz), którego właścicielem został hrabia Ludwig von Praschma. W 1835 roku, dobra Tułowickie wraz ze Skarbiszowicami oraz innymi okolicznymi folwarkami za sumę 235.400 talarów, nabył Ernst von Frankenberg-Ludwigsdorf. 
W 1890 roku, właścicielem majątku w Skarbiszowicach był Konrad baron Schellendorf, a dzierżawcą niejaki Braulitz. W 1931 roku, dobra szlacheckie rozparcelowano i zasiedlono kolonistami z Westfalii.
Według spisu ludności z 1910 roku, miejscowość zamieszkiwało 375 osób, w tym 258 w samej wsi, a 117 osób w obszarze dworskim. W 1933 roku wieś liczyła 421 mieszkańców, a w 1939 roku było ich 472.
Po wojnie większość ludności wysiedlono a miejscowość zasiedlono repatriantami pochodzącymi z Przebraża i okolicznych miejscowości w dawnym powiecie Łuckim. 

## Zabytki
Do wojewódzkiego rejestru zabytków wpisane są:
- stodoła folwarczna, z XIX w.

## Legenda
Według legendy we wsi znajdował się młyn "w którego skrzydła dmuchał diabeł". Był to murowany wiatrak typu holenderskiego, jedyny tego rodzaju w okolicach Niemodlina. Legenda mówi, że skrzydła wiatraka poruszały się nawet w trakcie bezwietrznej pogody, przypisywano to działaniu diabła. Obecnie widoczne są tylko pozostałości fundamentów.